# 뤄이 (타이완)
뤄이(중국어 정체자: 羅宜, 병음: Lúo Yí, 한자음: 나의,  1996년 6월 14일~)는 중화민국의 대만 독립운동가이다. 